# رولف إنغر
رولف إنغر (بالنرويجية البوكمول: Rolf Enger)‏ هو كاتب نرويجي، ولد في 10 نوفمبر 1960 في موس في النرويج.